# Georg Landauer
Georg Landauer (* 17. November 1895 in Köln; gest. 5. Februar 1954 in New York) war ein zionistischer Politiker.

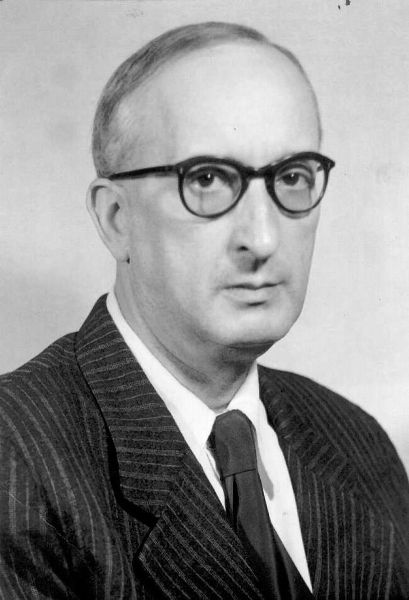
Georg Landauer (1950)

## Herkunft
Landauers Eltern waren der Kölner Kaufmann Josua Landauer (gest. 1914) und dessen jüdische Frau Emilie geb. Salomon (gest. 1938), die 1935 nach Palästina emigrierte. Sein Großvater väterlicherseits war der Rabbiner Gabriel Landauer, der in Korbach und Kassel amtiert hatte. Georg Landauer hatte drei Schwestern: Paula (1890–1968), Ulla (1891–1968) und Helene (1893–1971). Er selbst war ab 1923 verheiratet mit Lou Levi (* 1897), einer Photographin aus Köln, die nach der Emigration des Paares Lehrerin an der 1935 gegründeten Neuen Bezalʾel-Schule für Handwerk und für Kunst in Jerusalem wurde.

## Leben

### Deutschland
Landauer, der in seiner Jugend ein passionierter Violinist war, liebte Musik und Theater. Nach seinem Abitur 1913 begann er in Köln ein Studium der Indogermanistik. Nach dem Ausbruch des Ersten Weltkriegs 1914 meldete er sich als Freiwilliger zum Heer. Er diente an der Ostfront, wo er die Lebensumstände der Juden in Osteuropa kennenlernte. Ab 1919 studierte er in Bonn und Köln Rechtswissenschaft und Volkswirtschaftslehre, und 1923 promovierte er mit der Arbeit „Das geltende jüdische Minderheitenrecht, mit besonderer Berücksichtigung Osteuropas“ zum Doktor der Rechte. Er war Mitglied des zionistischen Wanderbunds „Blau-Weiß“, später im Kartell Jüdischer Verbindungen. Er gehörte zu den Gründern der deutschen Sektion der sozialistisch-zionistischen Organisation „HaPoʿel haZaʿir“ („Der junge Arbeiter“), die schon früh auf eine Verständigung mit der arabischen Bevölkerung Palästinas zielte, und als Chaim Arlosoroff 1920 nach Palästina ging, wurde Landauer Leiter der deutschen Sektion. Beruflich war er 1920/21 als Syndikus einer Industriegesellschaft in Düsseldorf tätig, und 1923/1924 leitete er die Berliner Zweigstelle der Kölner Firma Snoek & Moser.
Ab 1924 widmete er sich nur noch der jüdischen Ansiedlung in Palästina. Er war 1924–1925 erster Leiter des Palästina-Amtes in Berlin, der Zentralstelle für die Vorbereitung und Durchführung der Auswanderung nach Palästina. In diesen beiden Jahren unternahm er seine ersten Reisen ins Heilige Land. Von 1926 bis 1929 arbeitete er in Jerusalem unter Yosef Sprinzak als Sekretär des Arbeitsdepartments der WZO-Exekutive, wo er sich insbesondere um die Ansiedlung meist mittelloser polnischer Juden kümmerte. 1929 kehrte er nach Deutschland zurück, wo er von 1929 bis 1933 wieder Leiter des Palästina-Amts in Berlin und Mitglied des geschäftsführenden Ausschusses der Zionistischen Vereinigung für Deutschland war. 1933 gehörte er zu den Mitgründern der Reichsvertretung der Deutschen Juden und der Transfer-Organisation „Haʿavara“, die jüdischen Palästina-Emigranten trotz der geltenden Devisenbeschränkungen (Reichsfluchtsteuer) die Mitnahme eines Teils ihres Vermögens in Naturalien ermöglichte.

### Palästina
Auf Beschluss des 18. Zionistischen Weltkongresses im Herbst 1933 in Prag wurde Landauer Ende 1933 Geschäftsführer des Jerusalemer Büros des Zentralbüros für die Ansiedlung deutscher Juden (Central Bureau for the Settlement of German Jews), der sogenannten Deutschen Abteilung der Jewish Agency for Palestine. Landauer wanderte daraufhin Anfang 1934 nach Palästina aus und hatte diese Stellung bis 1954 inne. Seine Hauptaufgaben sah er in der Organisation und Unterstützung der Kinder- und Jugend-Alijah, dem Kapitaltransfer der Einwanderer aus Deutschland und der mittelständischen landwirtschaftlichen Siedlung. Sein Büro unterstützte die Selbsthilfeorganisationen der Einwanderer sowie die 1934 auf Initiative der Deutschen Abteilung gegründete „Rural and Suburban Settlement Company“ (Rassco), deren Zweck die Einrichtung von landwirtschaftlichen Siedlungen und Industrieunternehmen zur Aufnahme deutscher Emigranten war, die 1936 gegründete Palästinensische Landwirtschaftliche Siedlungsgesellschaft PASA (Palestine Agricultural Settlement Association) und die 1937 gegründete Wasserversorgungsgesellschaft „Meqorot“.
Landauer kümmerte sich mit großem Engagement um die Jugend. 1933 wurde er Mitbegründer, mit Henrietta Szold und Recha Freier, und Schatzmeister der Kinder- und Jugend-Alijah. Gegen den Widerstand Arthur Ruppins setzte er die Einwanderung von elternlosen Kindern und Jugendlichen durch. Henrietta Szold leitete das der „Deutschen Abteilung“ angegliederte Büro der Kinder- und Jugend-Alijah, während Landauer für die Organisation und Finanzierung sorgte; so verhandelte er u. a. 1934 in New York erfolgreich für finanzielle Unterstützung durch die Hadassah. Insgesamt rund 20.000 Kinder und Jugendliche brachten Henrietta Szold und er auf diese Weise ins Land.
Als nach dem Beginn des Zweiten Weltkriegs das Büro der sogenannten Deutschen Abteilung in London geschlossen wurde, fiel die gesamte Arbeit an das Büro in Jerusalem, das nun auch Einwanderung aus anderen mitteleuropäischen Ländern unterstützte.
Landauer gehörte zu den Zionisten, die im Geist der deutschen Sektion des HaPoʿel haZaʿir ein harmonisches Zusammenleben mit den Arabern anstrebten, musste aber erfahren, dass jede neue Welle jüdischer Einwanderung Widerstand auf arabischer Seite provozierte. Im Vertrauen auf die ausgleichende Kraft Großbritanniens im jüdisch-arabischen Interessenkonflikt setzte er sich für den Fortbestand des britischen Völkerbund-Mandats für Palästina ein. Den von David Ben-Gurion auf der Biltmore-Konferenz im Mai 1942 propagierten Anspruch, dass das von Großbritannien kontrollierte Palästina jüdischer Besitz werden sollte, lehnte er rigoros ab, da dies die Gründung eines Judenstaates zum Ziel hatte und dadurch den Konflikt mit den Arabern verewigt hätte. Mit Max Kreutzberger blieb er Befürworter eines bi-nationalen Staates. 1942 war er einer der Gründer der Partei „Alijah Chadaschah“ („Neue Einwanderung“), die bei den Wahlen 1944 zur 4. Repräsentantenversammlung der Personalkörperschaft der jüdischen Palästinenser mit 18 von 171 Mitgliedern drittstärkste Partei wurde, einer davon Landauer. Landauer war von 1942 bis 1948, als Palästina geteilt und der Staat Israel proklamiert wurde und die Alijah Chadaschah darüber zerbrach und größtenteils in der Progressiven Partei aufging, ihr Sprecher im Nationalausschuss (hebräisch הַוַּעַד הַלְּאֻמִּי HaWaʿad haLeʾummī), Exekutive der 4. Repräsentantenversammlung. Er selbst wurde und blieb bis 1953 Mitglied des Zentralkomitees der Arbeiterpartei Mapai und des Exekutivkomitees der Allgemeinen Gewerkschaft Histadrut.

### Israel
Große Verdienste erwarb sich Landauer nach dem Krieg um die sogenannte Wiedergutmachung. Bereits 1943, als Siegfried Moses in seinem Artikel „Die Wiedergutmachungsforderungen der Juden“ im Mitteilungsblatt des Irgun Olej Merkas Europa den Begriff der Wiedergutmachung in Bezug auf Ansprüche jüdischer Bürger gegen den deutschen Staat prägte und juristisch untermauerte, regte Landauer die Sammlung von Materialien für zukünftige Wiedergutmachungsansprüche an Deutschland an. 1945 beteiligte er sich an der Gründung des „Council of Jews from Germany“. Als die Jewish Agency 1946 zur Bearbeitung von Wiedergutmachungsansprüchen ein Büro in München einrichtete, wurde Landauer dessen Leiter. 1947 wurde er wieder tatkräftig unterstützt von Max Kreutzberger, Leiter der Abteilung für die Restitution deutsch-jüdischen Eigentums der Jewish Agency. In dieser Stellung führte er u. a. die ersten Gespräche mit bundesdeutschen Regierungsstellen über eine Globalentschädigung, was im September 1952 zum Luxemburger Abkommen führte.
Gleichzeitig war er weiterhin bis 1953 Vorsitzender des Irgun Olej Merkas Europa, der Hilfsorganisation der aus Mitteleuropa stammenden Einwanderer, Mitglied des Zentralkomitees der Mapai, Mitglied des Exekutivkomitees der Histradut und Vorstandsmitglied sowohl der 1936 gegründeten Palästinensischen Landwirtschaftlichen Siedlungsgesellschaft PASA als auch der Wassergesellschaft Meqorot.

### USA
Enttäuscht über die politische Entwicklung wandte er sich in seinen letzten Jahren wieder verstärkt karitativen und sozialen Aufgaben zu, insbesondere den Restitutions- und Entschädigungsansprüchen der Holocaust-Opfer und deren Erben. Er pflegte seine sprach- und kulturgeschichtlichen Interessen, reiste oft in das von ihm geliebte Paris und siedelte schließlich im Mai 1953 nach New York über. Dort verstarb er bereits im Februar 1954 im Alter von 58 Jahren. Seine Grabstätte befindet sich auf dem Cedar Park Cemetery in Paramus, New Jersey.

## Schriften (Auswahl)
- Das geltende jüdische Minderheitenrecht: mit besonderer Berücksichtigung Osteuropas. B. G. Teubner (=Quellen und Studien. 1. Abteilung, Recht und Wirtschaft (Osteuropa-Institut in Breslau); Heft 9), Leipzig 1924.
- (Hrsg.): Palästina: 300 Bilder. Meyer & Jessen, München 1925.
- (Hrsg.): Palästina, 188 Bilder nebst einer Übersichtskarte und einer viersprachigen Bildbeschreibung. Jüdische Buch-Vereinigung, Berlin 1935.
- Chaim Arlosoroff: Leben und Werk. Hechaluz-Verlag, Berlin 1936.
- Jischuw, Weltjudentum und Zionismus: Referat gehalten auf dem Landestag der Hogoa in Kfar Schmarjahu am 31. Oktober 1942. Alijah Chadascha, Tel Aviv 1942.
- Zwischen zwei Revolutionen: Zionistische Betrachtungen zu einigen Fragen der Übergangszeit. Hitachduth Olej Germania we Olej Austria, Tel Aviv 1942.
- Alija chadascha: eine neue politische Formation. Bitaon, Tel Aviv 1944.
- Probleme der Übergangzeit: neue Aufgaben und neue Wege der Demokratie: Referat gehalten auf der zweiten Landestagung der Alija Chadasha. Bitaon, Tel Aviv 1945.
- A call to the Yishuv. Jewish Agency for Palestine, Department for Child and Youth Immigration, Jerusalem, [1947?].
- Der Zionismus im Wandel dreier Jahrzehnte (Ausgewählte Schriften). Herausgegeben und eingeleitet von Max Kreutzberger. Bitaon, Tel Aviv 1957.